# 林雪梅
林雪梅（1935年11月—2012年7月2日），女，福建龙岩人，生于马来西亚，中国侨务活动家，曾任第五、六、七、八届全国政协委员。